# C. Lorenz AG
C. Lorenz AG — немецкая компания, производитель электротехники и электроники, существовавшая с 1880 по 1958 годы. За время своего существования компания внесла существенный вклад в разработку электронных устройств и усовершенствование технологии их производства.

## История

### Основание и ранние годы
В 1870 году Карл Лоренц открыл в Берлине мастерскую по изготовлению электрических осветительных приборов. В 1880 году он перепрофилировал мастерскую на производство телеграфных аппаратов, назвав её «C. Lorenz Telegraphenbauanstalt». После смерти Лоренца, в 1889 году, предприятие перешло в собственность текстильного промышленника Роберта Гельда. Гельд сохранил прежнее название компании и назначил техническим директором Альфреда Лоренца, брата основателя. Под руководством Гельда компания вскоре стала крупным поставщиком телеграфного и сигнального оборудования для железных дорог. В 1893 году, купив компанию «Lewert», компания Гельда вышла на рынок оборудования для телефонной связи. В 1898 году начато производство пишущих машинок, а к началу XX века открылись несколько филиалов в других городах. В 1906 году компания вышла на фондовый рынок под именем «C. Lorenz AG» (далее — «Lorenz»).

### Первая мировая война и межвоенный период
К началу Первой мировой войны компания «Lorenz» насчитывала около 3000 сотрудников и являлась крупным поставщиком проводных телефонов и телеграфов для германской армии, а также разрабатывала оборудование для радиосвязи. Для этого в берлинском районе Темпельхоф была построена большая фабрика, а к 1918 году туда же переместились штаб-квартира и научно-исследовательское подразделение. После поражения Германии компания была вынуждена значительно сократить деятельность и переключиться на производство потребительских радиоприемников, передатчиков для радиовещания и авиационных радиостанций. В 1919 году «Lorenz» впервые в Германии начал радиотрансляции, а в 1923 году представил первый домашний радиоприемник, «Liebhaber-Empfänger». В течение 1920-х годов производство радиооборудования и электронных ламп стало основным видом деятельности для компании, сделав её основным конкурентом «Telefunken».
После смерти Гельда, в 1924 году, контрольный пакет акций «Lorenz» попал на рынок и в 1930 году был приобретен компанией «Standard Elektrizitätsgesellschaft», дочерним предприятием американской «International Telephone and Telegraph». Несмотря на это, «Lorenz» продолжал оставаться самостоятельной компанией. Разработка в 1932 году нового типа радионавигационных систем — системы слепой посадки самолетов — значительно укрепила позиции компании на рынке авиационного радиооборудования. В 1935 году «Lorenz» запатентовала ферритовую антенну, которая с тех пор использовалась в большинстве потребительских радиоприемников.

### Вторая мировая война
Во время подготовки Германии к новой войне, «Lorenz» вновь стал играть важную роль в поставках снаряжения для Вермахта. Изготовление электронных ламп для военных нужд было начато в 1937 году, за ним последовало производство комплексов радиосвязи и схожих электронных устройств. К моменту вторжения Германии в Польшу 1 сентября 1939 года «Lorenz» существенно увеличил масштаб своей деятельности. В 1940 году была приобретена компания «G. Schaub Apparatebau-Gesellschaft», многочисленные заводы которой стали использоваться для массового производства.
Продукция военного назначения, производимая «Lorenz», включала наземные и авиационные радиолокаторы, радиостанции, магнитофоны, а также наиболее защищённую германскую систему шифрования — «Lorenz SZ». Компании также принадлежало 25 % самолётостроительной компании «Focke-Wulf». В годы войны «Lorenz», как и множество других германских предприятий, использовал труд заключённых концлагерей. На пике производства штат компании насчитывал около 24 тысяч сотрудников, работавших на 12 предприятиях. Крупнейшие предприятия располагались в Берлине, Плауэне, Мюльхаузене, а также в подземном комплексе в окрестностях Ганновера. При заводе в Мюльхаузене было создано женское отделение концлагеря Бухенвальд.

### Послевоенные годы
В 1948 году компания была вынуждена восстанавливать производство, весьма серьёзно пострадавшее после поражения Германии. Заводы, оказавшиеся в советской зоне оккупации, частично были вывезены в Советский Союз, частично — взяты под контроль местной администрацией. Часть заводов в союзной оккупационной зоне оказалась закрыта. Штаб-квартира была перенесена в Штутгарт. В 1950-х годах компании удалось в значительной мере восстановиться, были открыты предприятия в Берлине (производство аппаратуры радиосвязи и разработка оборудования для радиовещания), Эсслингене-на-Неккаре (электронные лампы), Ландсхуте (производство электрических машин, оборудования для радиовещания и сигнальных систем), Пфорцхайме (исследовательский центр, производство телексов, теле- и радиоприёмников, опытное производство). В 1954 году телевизоры и радиоприемники стали выпускаться под именем «Schaub-Lorenz».
В 1958 году «Lorenz» прекратил своё существование в качестве самостоятельной компании. Предприятия «ITT Corporation» в Германии были объединены в новую компанию, названную «Standard Elektrik Lorenz» (нем., сокр. SEL). В 1961 году «SEL» приобрел крупную долю в компании «Graetz» (нем.). В 1987 году «SEL», к тому моменту компания с весьма диверсифицированным бизнесом, объединилась с французскими «Compagnie Générale d’Electricité» и «Alcatel». Новая компания получила название «Alcatel», а её германское подразделение — «Alcatel SEL AG» (нем.). Предприятия, некогда принадлежавшие «C. Lorenz AG» , были впоследствии проданы компании «Nokia-Graetz GmbH».

## Достижения

### Технологии производства
После окончания Первой мировой войны, при создании новых производственных линий компания «Lorenz» предприняла ряд исследований в области организации производства. Результатом этих исследований стала система, впоследствии получившая широкое распространение на предприятиях Германии.
В то время сборка электронных устройств производилась либо вручную, либо на конвейере, напоминающем автомобильный: основание прибора двигалось по конвейеру, а рабочие поочередно устанавливали на него отдельные детали. Предложение «Lorenz» состояло в модульной сборке устройств. Функциональные блоки собирались в отдельных корпусах и проходили производственный контроль. Затем из блоков собиралось готовое устройство, которое проходило окончательный контроль качества. Такая система позволила упростить не только производство электроники, но и её последующее обслуживание и ремонт.

### Радио
В 1903 году датский инженер Вальдемар Поульсен запатентовал дуговой передатчик — первое радиопередающее устройство, работающее в режиме непрерывного излучения. В 1906 году «Lorenz» приобрел права на производство таких передатчиков. Вскоре после этого компанией был создан первый радиотелефон для германских ВМС. В 1919 году с экспериментальной станции в Эберсвальде с использованием мощного дугового передатчика была произведена первая в Германии радиотрансляция. Большинство ранних радиовещательных станций в Германии использовали передатчики производства «Lorenz».
В 1938 году, в сотрудничестве с «G. Schaub Apparatebau-Gesellschaft», компанией был создан недорогой радиоприемник «DKE-38». Десятки тысяч подобных приемников использовались в Германии для трансляции пропагандистских передач. В 1940 году «Lorenz» купил компанию «G. Schaub Apparatebau-Gesellschaft».